# L'Épouse délaissée
L'Épouse délaissée (The Case of the Middle-aged Wife), parfois titrée Le Démon de midi, est une nouvelle policière d'Agatha Christie mettant en scène le personnage de Parker Pyne.
Initialement publiée le 8 octobre 1932 dans la revue Woman's Pictorial au Royaume-Uni, cette nouvelle a été reprise en recueil en 1934 dans Parker Pyne Investigates au Royaume-Uni. Elle a été publiée pour la première fois en France dans le recueil Mr Parker Pyne en 1967.

## Résumé
Mrs Packington apprend que son mari voit ces derniers temps une jeune dactylo. Elle tombe sur l'annonce d'un certain Parker Pyne et le consulte. Le lendemain, elle reçoit des lettres de rendez-vous.

## Personnages
- George Packington (interprétée par l’acteur Peter Jones).

- Maria Packington (interprétée par l'actrice Gwen Watford).

- Parker Pyne (interprété par l’acteur vétéran  Maurice Denham).

- Felicity Lemon (interprétée par l’actrice Angela Easterling).

- Claude Luttrell (interprété par Rupert Frazer (en)).

## Commentaires
La nouvelle raconte l'histoire d'un mari qui a une affaire avec sa secrétaire Nancy. Cela rappelle fortement l'histoire personnelle d'Agatha Christie, dont le premier mari, Archibald Christie, la trompait avec sa secrétaire Nancy Neele.
C'est la première apparition du personnage de Parker Pyne ainsi que de sa secrétaire Miss Felicity Lemon, qui deviendra par la suite la secrétaire d'Hercule Poirot.

## Publications
Avant la publication dans un recueil, la nouvelle avait fait l'objet de publications dans des revues :
- le 8 octobre 1932, au Royaume-Uni, sous le titre « The Woman Concerned », dans la revue Woman's Pictorial[1].

La nouvelle a ensuite fait partie de nombreux recueils :
- en 1934, au Royaume-Uni, dans Parker Pyne Investigates[1] (avec 11 autres nouvelles) ;
- en 1934, aux États-Unis, sous le titre « The Case of the Forsaken Wife », dans Mr. Parker Pyne, Detective[1] (avec 11 autres nouvelles) ;
- en 1967, en France, dans Mr Parker Pyne (adaptation des recueils de 1934).
- en 1982, au Royaume-Uni, dans The Agatha Christie Hour (avec 11 autres nouvelles) ;
- en 1983, en France, sous le titre « Le Démon de midi », dans Dix brèves rencontres (adaptation du recueil de 1982).

## Adaptation
- 1982 : Le Démon de midi, téléfilm de la série télévisée britannique The Agatha Christie Hour, avec Maurice Denham et Angela Easterling.